# Richard Upjohn
Richard Upjohn (Shaftesbury, 22 de enero de 1802-Garrison, 16 de agosto de 1878) fue un arquitecto estadounidense de origen inglés. Es conocido por sus iglesias neogóticas. Fue miembro fundador y primer presidente del American Institute of Architects. Su hijo Richard M. Upjohn también fue un arquitecto reconocido. Dentro de sus obras se encuentran la Iglesia de la Trinidad en Nueva York, la Catedral de San Marcos en Salt Lake City y el Capitolio de Connecticut en Hartford.

## Biografía
Upjohn nació en Shaftesbury (Inglaterra), en donde fue aprendiz de constructor y ebanista. En 1829 emigró junto a su familia a los Estados Unidos. Inicialmente se asentaron en New Bedford (Massachusetts) y en 1833 se mudaron a Boston, en donde Upjohn empezó a trabajar en diseño arquitectónico.
Su primer gran proyecto fue el diseño de las entradas al Boston Common. La primera iglesia que diseñó fue la St. John's Episcopal Church en Bangor (Maine). 
En 1839, se mudó a Nueva York, en donde trabajó en la remodelación de la Trinity Church. La remodelación se canceló posteriormente y Upjohn recibió una comisión para construir una iglesia completamente nueva, la cual fue finalizada en 1846. 
En 1852, publicó su libro Upjohn's rural architecture: Designs, working drawings and specifications for a wooden church, and other rural structures. Los diseños de este libro fueron usados ampliamente en los Estados Unidos por constructores.
Upjohn, junto a otros 13 arquitectos, fundó el American Institute of Architects el 23 de febrero de 1857. Upjohn fue el presidente de la organización entre 1857 y 1876, siendo sucedido por Thomas U. Walter. El arquitecto murió en su hogar en Garrison (Nueva York) en 1878.

## Obras destacadas

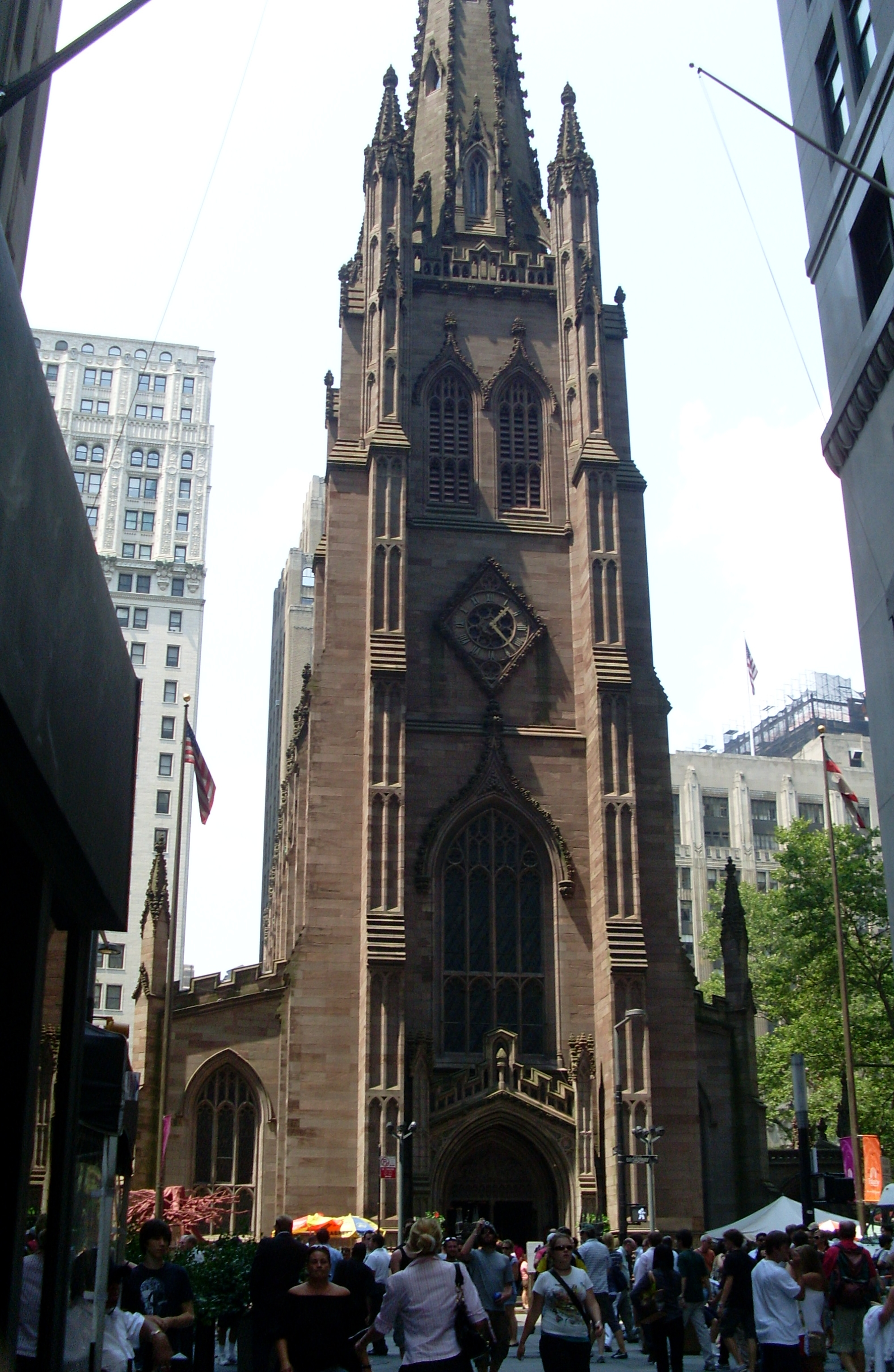
Trinity Church en Nueva York.

La obra de Upjohn comprende decenas de edificios construidos en múltiples localidades de Estados Unidos. Dentro los más destacados se encuentran los siguientes:
- Iglesia de la Trinidad en Nueva York, (1839–46)
- Kingscote en Newport, (1839)
- Iglesia de la Ascensión en Nueva York, (1840–41)
- Iglesia de Santo Tomás en Nueva York, (1870, se incendió en 1905)
- Iglesia Episcopal de San Pablo en Selma, (1871–75)
- Catedral de San Marcos en Salt Lake City, (1870)
- Capitolio de Connecticut en Hartford, (1871–1878)